# شه‌بخش (طایفه)
شه‌بخش یا اسماعیل زهی(به بلوچی: سُمالزی) از طوایف بلوچ است که اکثریت آن‌ها در سرحد بلوچستان زندگی می‌کنند و در حال حاضر جمعیتی بیش از ۳۰۰ هزار نفر هستند. این طایفه از ساکنان زاهدان که نام سابق آن دزآپ (دژ آپ)بوده می‌باشد.

## تاریخ
وجه اسمی این طایفه از شخصی به نام اسماعیل گرفته شده است. در دوره نادرشاه عده‌ای به همراه محمد خان بلوچ به فارس کوچ کردند در جنگ‌های نادرشاه مشارکت داشتند و سپس به بلوچستان بازگشتند.
اسماعیل در بازگشت به زاهدان امروزی مهمان سردار قبیله نوتی‌زهی میشه و داماد سردار میشه. اسماعیل شش فرزند داشت روزی یکی از برادران یک بز کوهی شکار می‌کند و به برادران خود می‌گوید که این را قسمت قسمت می‌کنم و بهتون میدم اما در عوضش هر کدام یک گوسفند از گله خود بدهید بعد برادر کوچکترشان فقیر ناراحت می‌شود و به برادران خود می‌گوید شما اجازه ندارید گوسفندی بدهید و از گله خود پنج گوسفند جدا می‌کند و می‌دهد بعد برادرانش جمع می‌شوند و با هم تصمیم می‌گیرند که فقر بین آنها سردار بشود که بیشتر از بقیه به فکر برادرانش هست سردار جمعه خان و حاجی بلوچ خان و بقیه سرداران نام دار اسماعیل زهی از فرزندان و نوه‌های فقیر هستند. عشایر نوتی زهی برای خرید گندم رهسپار هرات می‌شوند. در آن جان حاکم هرات به آنان می‌گوید: باید از میان سوارانی که قافله را همراهی می‌کنند، یک نفر با پهلوان ما کشتی بگیرد، چنانچه در نبرد پیروز شد، گندم به شما داده می‌شود، در غیر این صورت قافله را توقیف خواهم کرد. اسماعیل (سمال)، که همراه قافله بود، به میدان می‌رود و پهلوان هراتی را شکست می‌دهد و مدتی بعد به سیستان(ولایت نیمروز)مهاجرت می‌کند و مدتی در آنجا ساکن می‌شود و مشغول کشاورزی و دامداری می‌گردد و در جنگ‌ها و نبردهای منطقه نیز شرکت می‌کند و غنایم هم به دست می‌آورد و سپس عشایر شه بخش اسماعیل زهی دوباره به سرزمین خویش زاهدان امروزی برمی گردند.
در دوره استعمار انگلیس رجینالد ادوارد هری دایر افسر بریتانیایی در بلوچستان و در سرحد با سرداران بلوچ حدود ۵ سال جنگید. وقوع اتفاقات آن دوره در کتاب مهاجمان سرحد ثبت گردیده است.
سردار جما خان از سرداران نامی که به همراه سردار خلیل‌خان گمشادزهی،
سردار گلشاه خان حسن زهی ، قاضی گلمحمد نوتی‌زهی‌ ، جیهندخان یارمحمدزهی و سردار ملکشاه‌خان نارویی، سرداران طایفه ریگی و دیگر اقوام و طوایف بلوچ وارد نبردی سخت با انگلیس شدند.
سردار جما خان با انگلیس و ژنرال دایر و نیروهایش سال‌ها جنگید. در نبردی که بین نیروهای جمعه خان با انگلیس در شمال زاهدان کنونی روی داد بیش از ۷۰ انگلیسی کشته شدند. در نبرد دره نالک در نزدیکی روستای سنگان نیز بیش از ۳۳۰ انگلیسی به قتل رسیدند.

## تیره‌ها
طایفه شه بخش از تیره‌های مختلف تشکیل شده است که عبارتند:(پسران اسماعیل، دارو زهی، فقیر زهی، رادو زهی، جمشید زهی ٫با طایفه جمشیدزهی اشتباه گرفته نشود، و قنبرزهی، و بلوچ زهی)که پسران اسماعیل بودند) وبقیه طوایف، حسن زهی، سدوزهی، الله بخش زهی، نازبان زهی، بدال زهی، حدزهی، محمدزهی، شیروزهی، توتازهی که بنابر روایات محلی و قبیله ای، همچنین متحدان و بستگان همدیگر بودند.
شه بخش
در دوره رضاشاه جما خان با سیاست‌های دولت وقت مخالفت کرد. جما خان و متحدانش ناگریز به مهاجرت به بلوچستان شرقی شدند
و پایگاهی نظامی در آنجا تأسیس کردند تا همچنان علیه قوای بیگانه بجنگند، اما نیروهای انگلیسی نهایتاً با برنامه‌ریزی‌های گسترده توانستند سربازان بلوچ را که تجهیزات کمی داشتند اسیر کرده و سردار جما خان را به همراه تعدادی از همراهانش به دولت وقت ایران تحویل دادند. رضا خان با وجود درگیری‌های سردار جماخان اسماعیل زهی و متحدانش را بنابر سیاست مصالحه با مردم بلوچ مورد بخشش قرار داد و اسماعیل زهی، و محتدانش را «شه بخش» نامید.